# Ngôi sao Điện Kremli

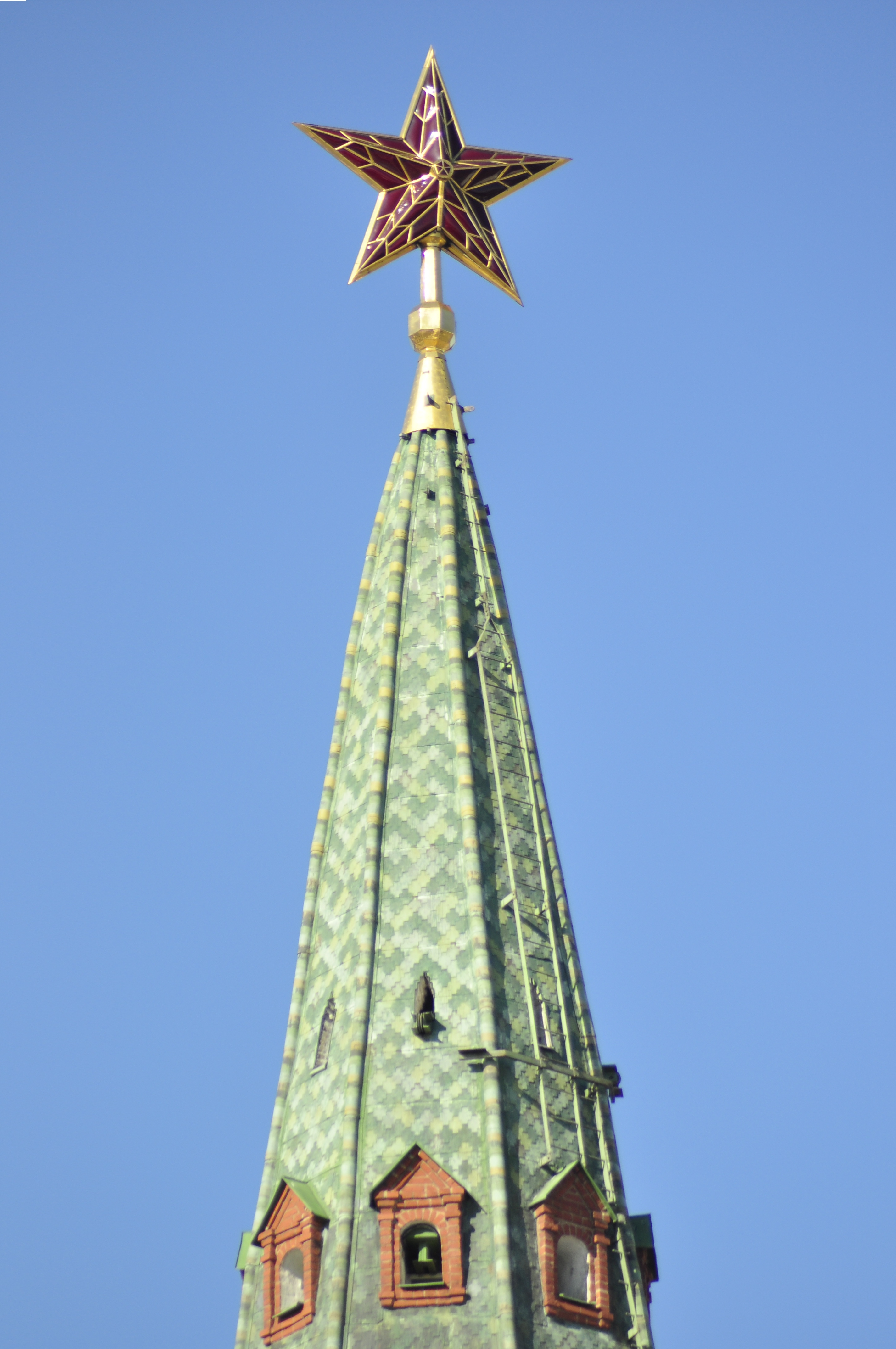
Ngôi sao Điện Kremli

Những ngôi sao Điện Kremli (tiếng Nga: Кремлёвские звёзды) là những ngôi sao thủy tinh hồng ngọc phát quang ngũ giác được lắp ráp vào thập niên 1930 trên năm tháp của Điện Kremli ở Moskva, thay thế những chim đại bàng đã tượng trưng cho Đế quốc Nga.

## Việc lắp đặt
Ngôi sao Điện Kremli đầu tiên được lắp đặt trên đỉnh của tháp Spasskaya vào ngày 25 tháng 10 năm 1935. Trong tuần tiếp theo, ba ngôi sao khác lần lượt được lắp đặt trên các tháp Troitskaya, Nikolskaya, Borovitskaya. Những ngôi sao này thay thế cho những con đại bàng hai đầu bằng đồng được lắp đặt trước cách mạng như một phần của quốc huy của Đế quốc Nga.
Thân của mỗi ngôi sao đã được làm bằng inox và phủ với đồng lá. Những ngôi sao Điện Kremli được trang trí với búa và liềm trên cả hai cạnh, được làm bằng ngọc thạch từ núi Ural. Việc lắp đặt những ngôi sao Điện Kremli đầu tiên không đúng với người thiết kế vì bề mặt những ngọc thạch bị mất sự vẻ vang của chúng nên cần tráng lại. Năm 1937, những ngôi sao này được thay thế với thứ mới được làm từ thủy tinh hồng ngọc, đúng lúc cho kỷ niệm 20 năm của Cách mạng tháng Mười Nga. Một ngôi sao nữa cũng được thiết đặt trên tháp Vodovzvodnaya.

## Đặc điểm của những ngôi sao

Một ngôi sao trên điện Kremli.

Kích thước và mẫu dáng của toàn bộ năm ngôi sao được định nghĩa xuất phát từ chiều cao và những đặc tính kiến trúc của mỗi tháp tương ứng. Khoảng cách giữa những điểm cuối của những chùm tia của ngôi sao được thiết đặt trên tháp Vodovzvodnaya cân bằng với 3 m, tháp Borovitskaya 3,2 m, tháp Troitskaya 3,5 m, tháp Nikolskaya và Spasskaya 3,75 m. Bộ khung sườn của mỗi ngôi sao Kremlanh được làm bằng i-nốc và có hình dáng của ngôi sao năm cánh đối xứng, các điểm có hình dáng của một kim tự tháp. Độ bền và độ cứng chắc của các ngôi sao giúp chúng có thể chịu được áp lực sức gió lên đến 200 kg lực trên 1 mét vuông diện tích (tức 2 kilopascal). Mỗi ngôi sao có khối lượng khá đáng kể (xấp xỉ 1 tấn), tuy nhiên chúng có thể xoay quanh trục khá dễ dàng khi cơn gió đổi hướng. Hình dạng của ngôi sao khiến cho nó luôn quay mặt trước về phía đối diện với chiều của lực gió. Các ngôi sao Kremli được thắp sáng từ phía trong bằng các đèn dây tóc để chúng có thể phát sáng trong bầu trời đêm. Ánh sáng đèn được phân bổ đều khắp ngôi sao nhờ một hệ thống lăng kính khúc xạ bằng thủy tinh. Công suất của đèn trong ngôi sao ở đỉnh tháp Vodovzvodnaya, Borovitskaya là 3,7 kilooát trong khi ở các ngôi sao còn lại là 5 kilooát, nhớ đó mọi người có thể nhìn thấy các ngôi sao vào ban ngày lẫn ban đêm. Hiệu suất dạ quang của đèn là 22 đơn vị lumen trên 1 watt. Các đèn 5 kilowatt dài 383 ly, retort của nó dài 177 ly. Mỗi đèn tỏa khá nhiều nhiệt vì vậy chúng thường xuyên được làm mát, ví dụ như mỗi tháp đều lắp đặt hai chiếc quạt hướng về ngôi sao.

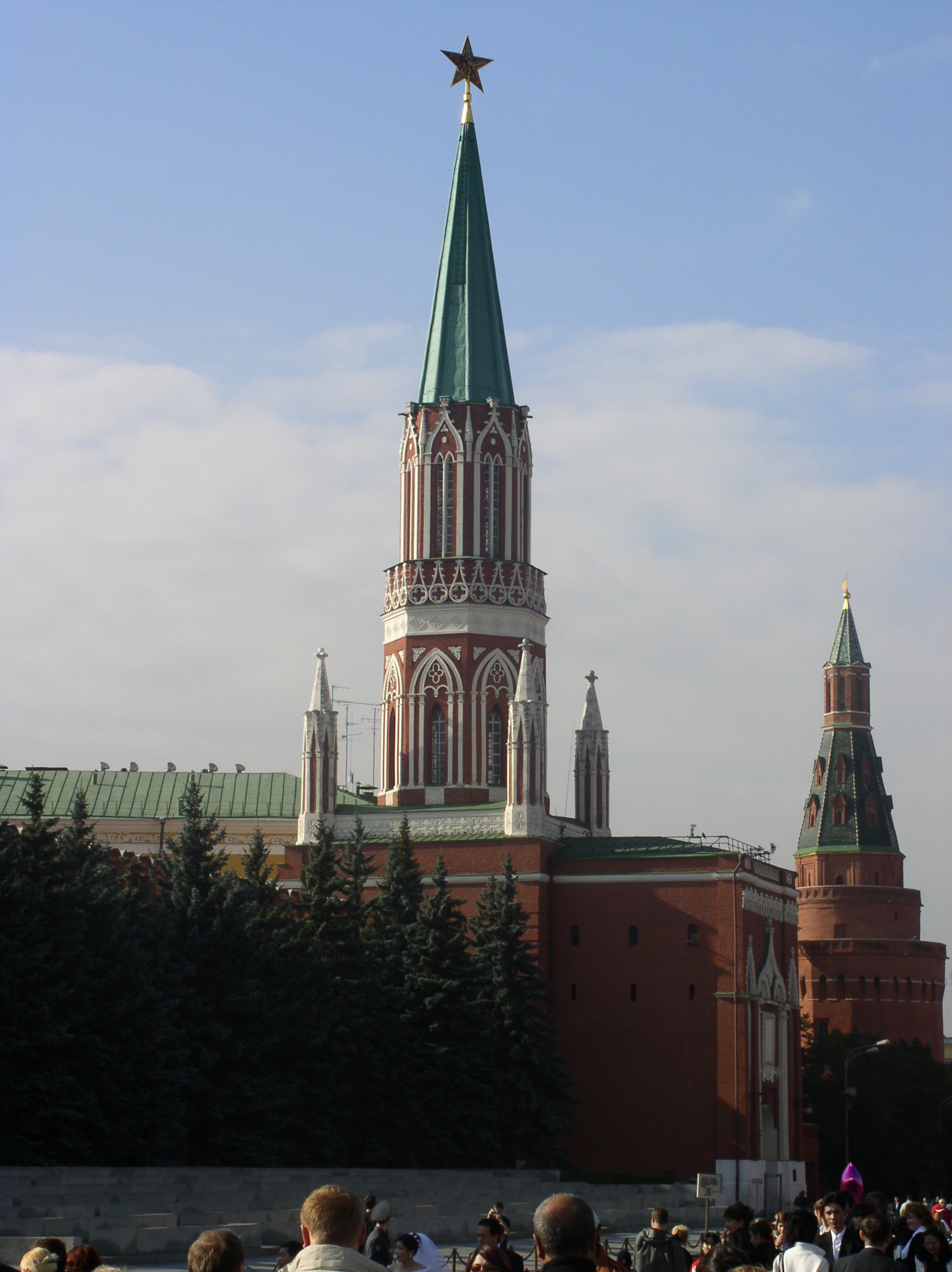
Ngôi sao trên tháp Nikolskaya.

Vì những ngôi sao được làm bằng thủy tinh hồng ngọc, những nhà thiết kế ngôi sao phải tính toán làm sao cho ngôi sao chiếu sáng vào ban đêm và giữ được màu đỏ vào ban ngày; vì vậy các đèn điện dây tóc phải vô hình. Đồng thời, những nhà thiết kể cũng phải tính đến một thực tế là khi được ánh sáng mặt trời chiếu sáng thì thủy tinh hồng ngọc có một sắc đen đậm. Năm 1946 những ngôi sao được lắp đặt kết hợp nhiều loại thủy tinh khác nhau, tức là bao gồm một lớp thủy tinh hồng ngọc, một lớp thủy tinh màu trắng sữa và một lớp pha lê trong suốt ở giữa chúng. Thủy tinh màu trắng sữa khuếch tán ánh sáng đèn và phản chiếu ánh sáng mặt trời ban ngày cùng một lúc, điều này làm mềm đi cái sắc đen của thủy tinh hồng ngọc vào ban ngày. Để làm tăng sự tương phản và nhấn mạnh những tia sáng của ngôi sao, nhiều loại thủy tinh hồng ngọc với độ sáng khác nhau được sử dụng và các loại thủy tinh này chỉ hấp thu các tia đỏ với bước sóng ánh sáng không quá 0,62 micrômét. Độ dày của thủy tinh trên mỗi ngôi sao dao động từ 6 đến 8 ly. Diện tích bề mặt mỗi ngôi sao được thủy tinh bao phủ là 6 mét vuông. Những tấm thủy tinh 3 lớp (thủy tinh trắng sữa - pha lê trong suốt - thủy tinh hồng ngọc) được sản xuất tại nhà máy thủy tinh Gus-Khrustalny. Màu hồng ngọc của thủy tinh hình thành do việc thêm chất vàng keo vào thủy tinh.
Hệ thống máy móc giúp cho việc bảo trì các ngôi sao được đặt trong các tháp của điện Kremli. Những thang máy đặc biệt giúp các công nhân có thể leo lên các ngôi sao để lau chùi mặt trong lẫn mặt ngoài. Những bóng đèn hỏng được thay thế trong vòng 30-35 phút. Có một phòng đặc biệt được thiết kế để giám sát tình trạng của các ngôi sao và hoạt động của các máy móc bảo trì.